# Nemoura abscissa
Nemoura abscissa är en bäcksländeart som beskrevs av Peter Zwick 1977. Nemoura abscissa ingår i släktet Nemoura och familjen kryssbäcksländor. Inga underarter finns listade i Catalogue of Life.